# 风岭龙山寺石窟
风岭龙山寺石窟，位于宁夏回族自治区中卫市海原县红羊乡红羊行政村北河自然村，是中华人民共和国宁夏回族自治区文物保护单位之一。
2010年12月6日，授予宁夏回族自治区文物保护单位，是一座石窟寺及石刻。